# ذا اكسبندابلز 2
ذا اكسبندابلز 2 (بالإنجليزية: The Expendables 2)‏ هو فيلم حركة (أكشن) أمريكي 2012 من إخراج سايمون ويست وكتابة ريتشارد ينك وسيلفستر ستالون. الفيلم هو جزء ثاني لفيلم ذا إكسبندابلز 2010. تم تصوير الفيلم في عدة أماكن من ضمنها هونغ كونغ وبلغاريا ونيو أورلينز، تسببت مشاهد الحركة في بلغاريا في مقتل رجل مخاطر وأحداث أضرار بالبيئة. اعتبره النقاد تطوراً عن سابقه (لزيادة مشاهد الفكاهة والحركة)، لكن القصة والسيناريو تلقى مراجعات سلبية. تم الإعلان عن جزء ثالث بعنوان ذا اكسبندابلز 3 يبدأ إنتاجه بحلول نوفمبر، 2012.

## القصة
يقوم السيد تشيرتش (بالإنجليزية: Church)‏ بارسال بارني روز وفريقه إلى منطقة في الاتحاد السوفيتي السابق لاسترجاع شيء كان على متن طائرة قد تحطمت ولا يخبره عن ماهميتها.
ويرسل معه امرأة تدعى ماغي للتأكد من حصوله عليه. يحصل الفريق على الشيء لكن بعض الرجال يأخذون أحد رفاق بارني كرهينة ويخبره قائد الرجال بالين بأن عليهم اعطائه ما حصلوا عليه وإلا سيقتل الرهينة، يسلم بارني الشيء لهم ولكنهم يقتلون الرهينة بيلي مع ذلك. ماغي تخبر بارني بأن ذلك الشيء يحتوي على خريطة تدل على منجم تخزين بلوتونيوم روسي. يقرر بارني تتبع ذلك الرجل ورفاقه والقضاء عليهم.
يصلون إلى مكان ما ويخيط بهم رجال بالين لكن ينقذهم بوكر الذي يحب العمل لوحدة والذي يسمونه بالذئب الوحيد ويدلهم على قرية يكرهون بالين، يصلون إلى قرية ليس بها الا النساء جيث أخذ بالين الرجال للعمل في منجم البلوتونيوم ويتساعدون للقضائ على رجال بالين الذين أتوا لاخذ بقية الأطفال

## الشخصيات
- سيلفستر ستالون بدور بارني روز
- جيسون ستاتوم بدور لي كريسماس
- جيت لي بدور ين يانغ
- دولف لندجرين بدور غانر جينسين
- تشاك نوريس بدور بوكر
- جين كلود فان دام بدور جين فيلين
- بروس ويليس بدور السيد تشرش
- أرنولد شوارزنيجر بدور ترينش
- راندي كوتور بدور تول رود
- تيري كروز بدور هيل سيزيز
- ليام هيمسورث بدور الفتى بيلي
- سكوت ادكنز بدور هيكتور
- يو نان [5] بدور عميلة ال cia مع بارني
- سكوت آدكنز بدور هيكتور مساعد فيلين

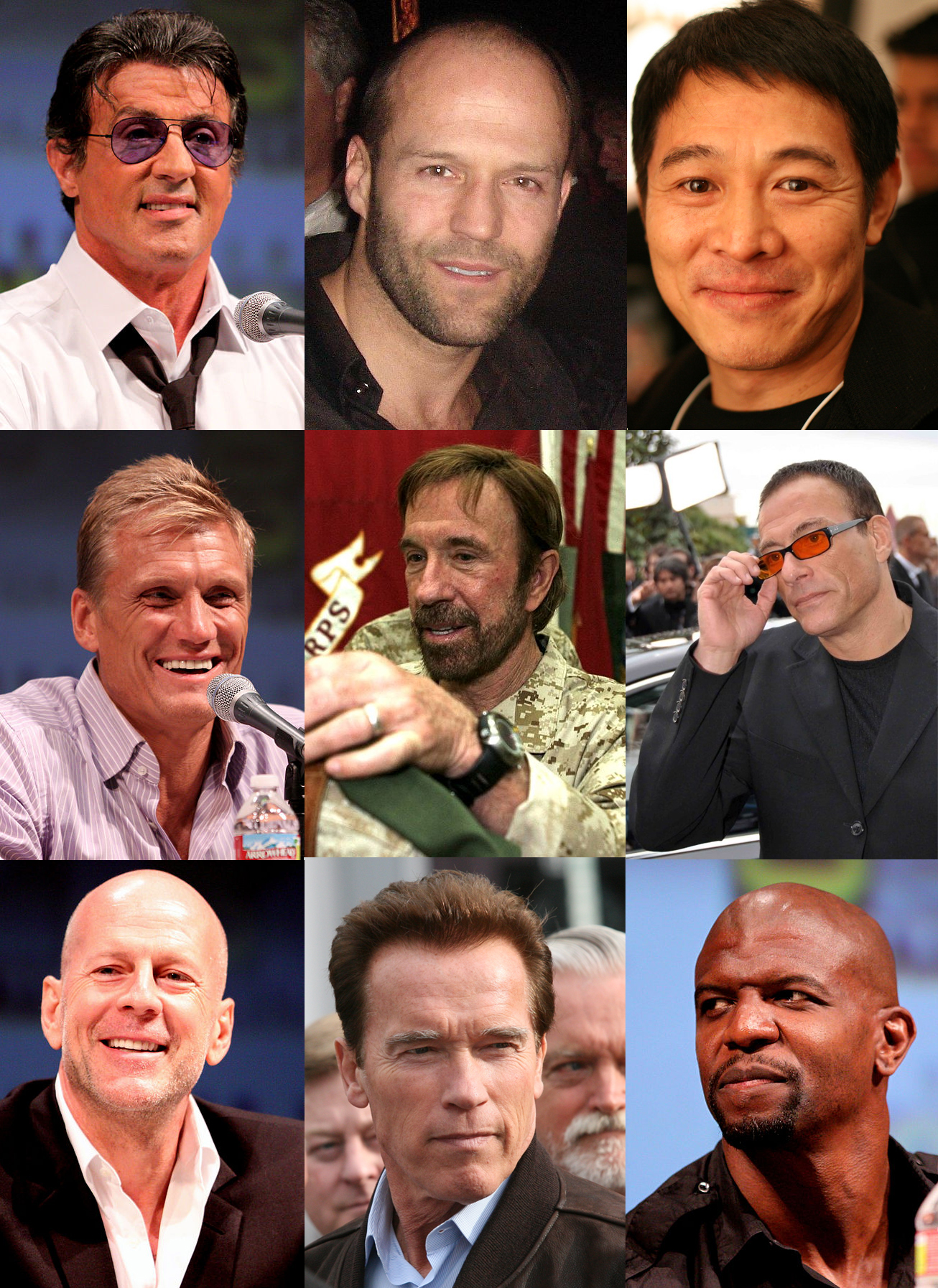
يضم الفيلم طاقم من نجوم الأكشن، منهم (من اليسار إلى اليمين) سيلفستر ستالون، جيسون ستاتوم، جيت لي، دولف لندجرين، تشاك نوريس، جين كلود فان دام، بروس ويليس، أرنولد شوارزنيجر، تيري كروز.

## الموسيقى
اشرف على موسيقى الفيلم برايان تايلر

## وصلات خارجية
- الموقع الرسمي
- ذا اكسبندابلز 2 على موقع IMDb (الإنجليزية)
- ذا اكسبندابلز 2 على موقع ميتاكريتيك (الإنجليزية)
- ذا اكسبندابلز 2 على موقع روتن توميتوز (الإنجليزية)
- ذا اكسبندابلز 2 على موقع نتفليكس (الإنجليزية)
- ذا اكسبندابلز 2 على موقع قاعدة بيانات الأفلام العربية
- ذا اكسبندابلز 2 على موقع ألو سيني (الفرنسية)
- ذا اكسبندابلز 2 على موقع Turner Classic Movies (الإنجليزية)
- ذا اكسبندابلز 2 على موقع أول موفي (الإنجليزية)
- ذا اكسبندابلز 2 على موقع بوكس أوفيس موجو (الإنجليزية)
- ذا اكسبندابلز 2 على موقع فيلمافينيتي (الإسبانية)
- Millennium Films page